# Celebophlebia carolinae
Celebophlebia carolinae is een libellensoort uit de familie van de korenbouten (Libellulidae), onderorde echte libellen (Anisoptera).
De wetenschappelijke naam Celebophlebia carolinae is voor het eerst geldig gepubliceerd in 1987 door van Tol.